# Empire suri
1539–1556
Entités précédentes :
- Empire moghol

Entités suivantes :
- Empire moghol

L'empire suri est un empire créé par une dynastie musulmane d'origine Pachtoune  qui gouverne pendant près de 16 ans un vaste territoire dans le nord du sous-continent indien entre 1539 et 1556, avec Sasaram dans le Bihar moderne servant comme sa capitale.

## Histoire

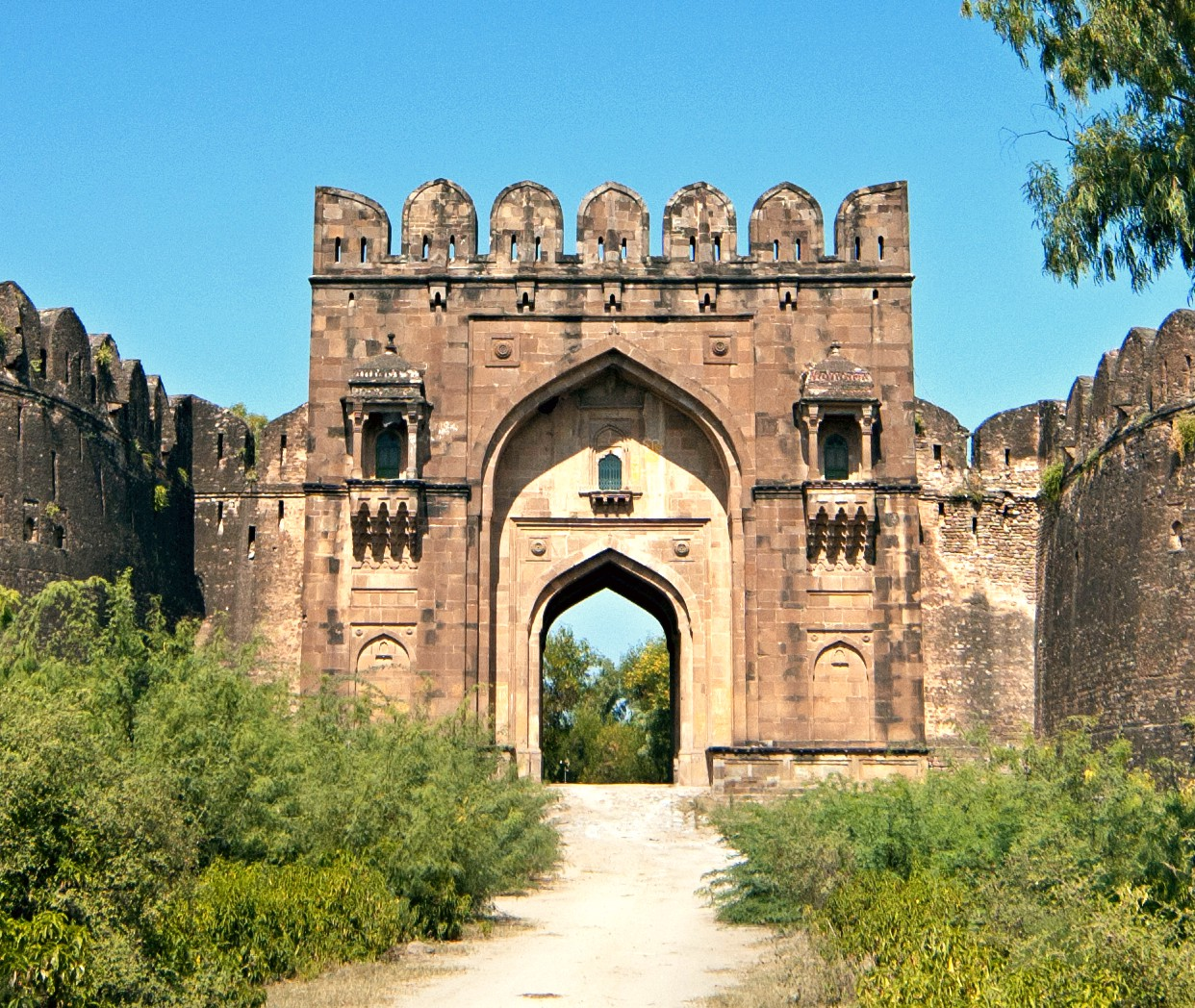
Le Fort de Rohtas, dans le nord du Pakistan a été construit sous Sher Shah Suri et fait désormais partie du patrimoine mondial de l'UNESCO.

L'empire a été fondé par Sher Shah Suri, un Afghan de la maison tribale de Sur, qui a supplanté la dynastie moghole en tant que dirigeants de l'Inde du Nord pendant le règne du second moghol Humayun, relativement inefficace. Sher Shah défait le badshah-i-Hind (« Empereur de l'Hindoustan ») Humayun à la bataille de Chausa (26 juin 1539) et à nouveau à la bataille de Bilgram (17 mai 1540). 
Sher Shah Suri était connu pour la destruction de certaines vieilles villes lors de la conquête de certaines régions de l'Inde. Abd al-Qadir Bada'ouni et d'autres historiens musulmans l'accusent d'avoir détruit de vieilles villes afin d'en construire de nouvelles sur leurs ruines à son propre nom. Un exemple comprenait Shergarh,,. Sher Shah aurait également détruit Dinpanah, que Humayun était en train de construire comme « la sixième ville de Delhi ». La nouvelle ville construite par lui fut elle-même détruite en 1555 après que Humayun ait reconquis le territoire des Surs. Tarikh-i-Da'udi déclare cependant qu'il a détruit Siri . Abbas Sarwani déclare qu'il a fait détruire l'ancienne ville de Delhi. Tarikh-i-Khan Jahan déclare que Salim Shah Suri avait construit un mur autour de la ville impériale de Humayun. 
La dynastie Sur avait le contrôle de presque tous les territoires moghols, de l'est de l'Afghanistan à l'ouest aux franges orientales du Bengale (dans l'actuel Bangladesh) à l'est. 
Au cours des presque 17 années de règne de la dynastie Sur, jusqu'au retour des Moghols sur le trône, la région de l'Asie du Sud a été le théâtre de nombreux développements économiques et réformes administratives. Une relation systématisée s'est créée entre le peuple et le dirigeant, minimisant ainsi la corruption et l'oppression du public. [réf. nécessaire]
Leur règne a pris fin par une défaite qui a conduit à la restauration de l'empire moghol. 

## Liste des dirigeants de la dynastie suri

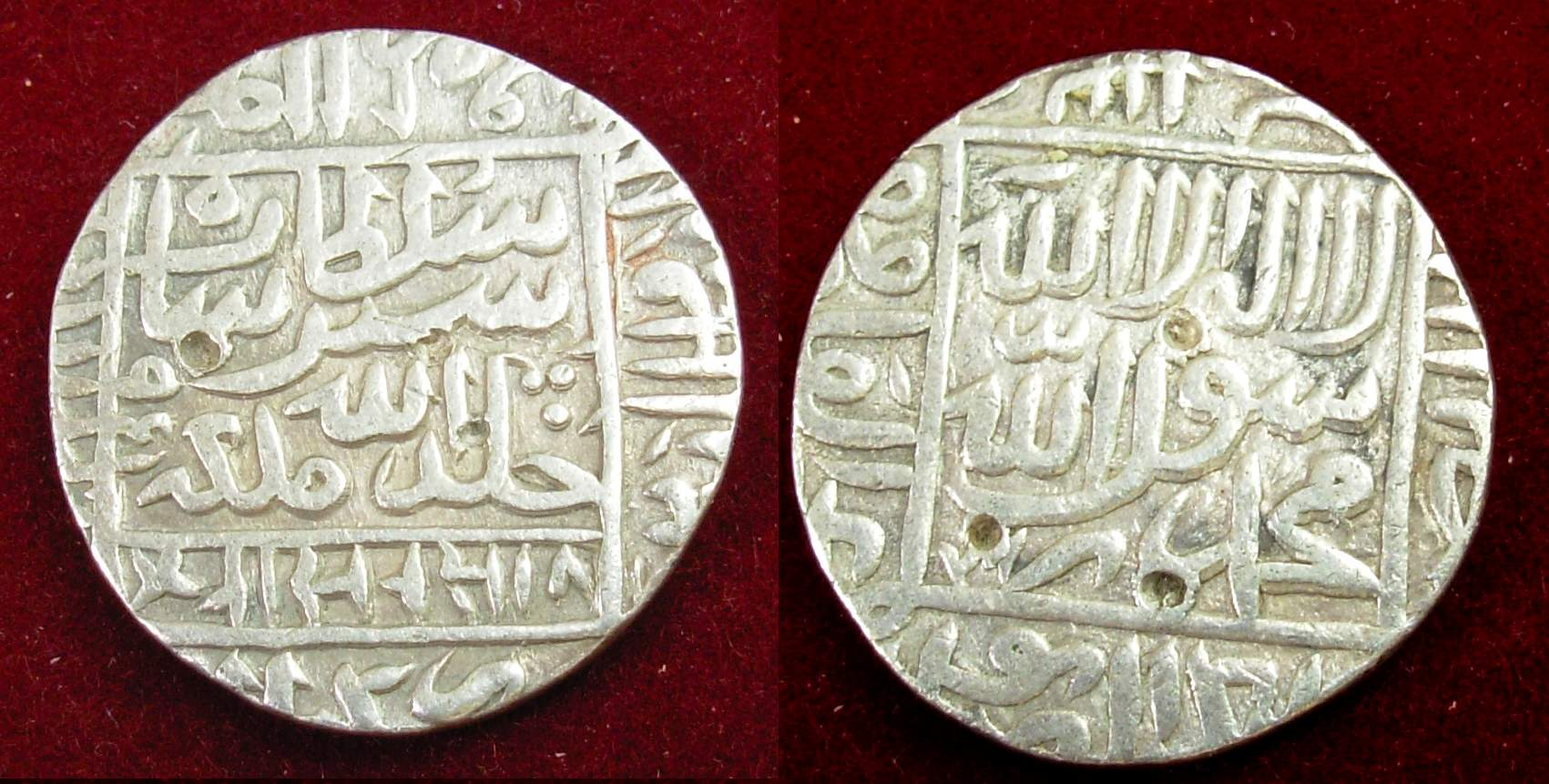
Pièce en argent de 11.53 g, une rupiya frappée par Sher Shah Suri, entre 1540 et 1545, l'une des premières roupies modernes.

| Nom                | Image | Date de début de règne | Date de fin de règne |
| ------------------ | ----- | ---------------------- | -------------------- |
| Sher Shah Suri     |       | 17 mai 1532            | 22 mai 1545          |
| Islam Shah Suri    |       | 26 mai 1545            | 22 novembre 1554     |
| Firuz Shah Suri    |       | 1554                   |                      |
| Muhammad Adil Shah |       | 1554                   | 1555                 |
| Ibrahim Shah Suri  |       | 1555                   | 1555                 |
| Sikandar Shah Suri |       | 1555                   | 22 juin 1555         |
| Adil Shah Suri     |       | 22 juin 1555           | 1556                 |